# Petar Jakšić
Petar Jakšić (Belgrado, 20 de julho de 2001) é um jogador de polo aquático sérvio.

## Carreira
Petar Jakšić é o irmão mais novo de Nikola Jakšić. Em 2024, Petar jogou pelo VK Partizan Belgrado.
Jakšić venceu com a equipe júnior sérvia no Campeonato Mundial Júnior de 2021. Em fevereiro de 2024, no Campeonato Mundial em Doha, os sérvios perderam por 13–15 para os croatas nas quartas de final e finalmente conquistaram o sexto lugar.
Nos Jogos Olímpicos de Verão de 2024, em Paris, conquistou a medalha de ouro no torneio masculino do polo aquático, após vencer na final confronto contra a equipe croata por 13–11.